# Robert Kimbrough
Robert Shane Kimbrough (Killeen, 4 de junho de 1967) é um ex-astronauta estadunidense.

## Biografia
Tenente-coronel do Exército dos Estados Unidos, fez parte do primeiro grupo de astronautas formado na NASA após o desastre com o ônibus espacial Columbia. Formado pela Academia Militar dos Estados Unidos em engenharia aeroespacial, Kimbrough serviu como piloto de helicóptero Apache na Guerra do Golfo, em 1991.
Depois de trabalhar vários anos como instrutor de procedimentos de pouso no treinamento dos astronautas da NASA, foi selecionado pela agência em 2004 para o curso de astronautas e em novembro de 2008 subiu ao espaço a bordo da nave Endeavour, missão STS-126, como especialista de missão, uma missão de 15 dias do programa dos ônibus espaciais. Oito anos depois, em 19 de outubro de 2016, foi novamente ao espaço desta vez numa missão de longa duração à ISS. Kimbrough foi lançado junto a dois cosmonautas russos do Cosmódromo de Baikonur na Soyuz MS-02 para cerca de seis meses de permanência na ISS, integrando as Expedições 49 e 50. Retornou na mesma espaçonave em 10 de abril de 2017, depois de 173 dias em órbita. Em suas duas missões, ele acumulou 39 horas em caminhadas espaciais.
A NASA anunciou sua aposentadoria da agência em 2022, tendo seu último dia de serviço em 31 de julho de 2022.